# Comunidade Quilombola de Mata-Cavalo
A comunidade quilombola de Mata Cavalo é uma comunidade remanescente de quilombo, população tradicional brasileira, localizada no Mato Grosso, às margens da BR-MT 060, no município de Nossa Senhora do Livramento, situado a 50 quilômetros da capital Cuiabá. Mata Cavalo ocupa 14.622 hectares, divididos em seis comunidades: Aguaçu de Cima, Mata Cavalo de Cima, Ponte da Estiva (fazenda Ourinhos), Capim Verde (ou Mata Cavalo do Meio), Mutuca e Mata Cavalo de Baixo.

## História
As terras da comunidade de Mata Cavalo estão na área da antiga sesmaria Boa Vida, fundada em 1751 por mercê régia em favor de José Paes Falcão. Em 1772 a sesmaria foi vendida para Salvador Rodrigues de Siqueira. Seu filho Antônio Xavier de Siqueira herdou a propriedade e a dividiu em duas, separadas pelo ribeirão Mata Cavalos: uma ainda chamada Boa Vida, que permaneceu na família Siqueira, e a outra passou para a família Rondon.
Em 1873 parte da sesmaria Rondon foi vendida para o negro liberto Marcelino Paes de Barros, um dos fundadores da comunidade de Mata Cavalo de Cima. A outra parte foi herdada por Maria Josefa de Abreu, que a vendeu em março de 1888 para o escravo Graciano da Silva Tavares, um dos fundadores da comunidade de Mata Cavalo de Baixo.
Parte das terras da sesmaria Boa Vida foi doada em 1883 pela proprietária da época, Ana da Silva Tavares, a Leopoldino Alves da Costa, que a vendeu para o negro liberto Vicente Ferreira Mendes, fundador da comunidade da Mutuca. A outra parte foi doada por Ana Tavares aos seus escravizados e aos negros que haviam sido libertos por ocasião da morte de seu marido Ricardo José Alves Bastos. Com isso os favorecidos passaram a trabalhar a terra por conta própria, cultivando e colhendo para sustentar-se. Ao mesmo tempo, escravos fugitivos encontravam esconderijo nas matas da propriedade.

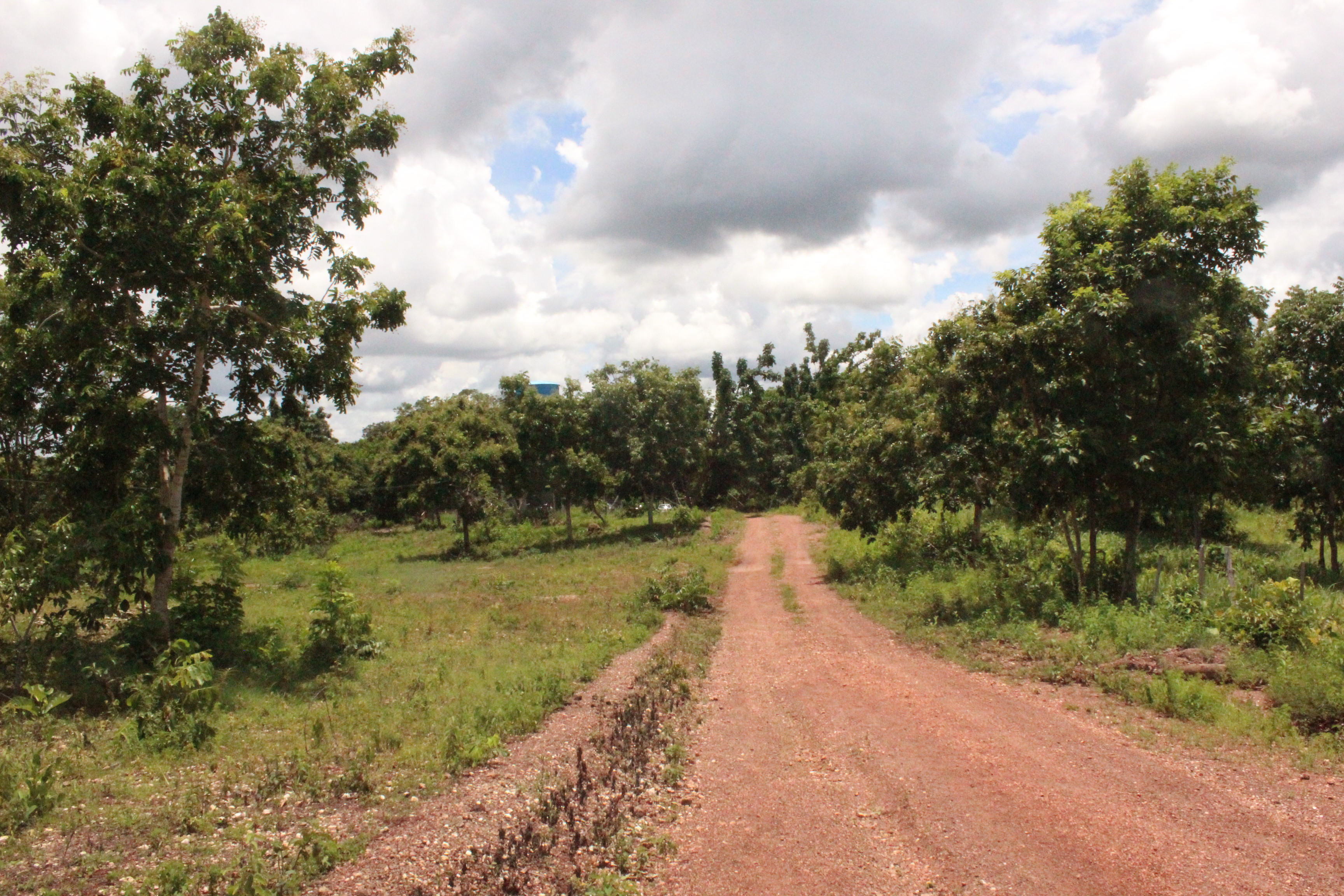
Estrada na comunidade de Mata Cavalo de Cima

Com a abolição da escravidão em 1888, muitos outros libertos passaram a viver na área, formando-se um arraial. Posteriormente, áreas contíguas, na região do córrego do Mutuca, foram adquiridas e assimiladas ao quilombo. Entre os anos de 1890 e 1930, fazendeiros locais passaram a cobiçar as terras pertencentes ao quilombo. Por meio de aquisições legais e manipulações judiciais, como a grilagem de terras, invasões e adulteração do cercamento, omissão governamental, esses fazendeiros expandiram grandemente suas áreas de pastagem às custas da diminuição gradual das terras da comunidade quilombola. Nesse período, atos de violência e ameaças perpetrados por fazendeiros, pistoleiros e policia, foram fatores importantes que forçaram famílias quilombolas a ceder ou abandonar suas terras, deslocando-se para áreas periféricas de Cuiabá e Várzea Grande.
As famílias que resistiram na região de Mata Cavalo enfrentaram ameaças constantes dos que desejavam apropriar-se das poucas terras remanescentes. O movimento de retomada das terras pelos quilombolas teve início por volta de 1960, com aquisição de terras de pequenos proprietários e trabalhadores brancos. No entanto, a partir dos anos 1980, com a redemocratização do país, a abertura política, as garantias constitucionais obtidas para os remanescentes de quilombos, a intensificação das mobilizações do movimento negro, a conscientização da comunidade local e sua reivindicação de uma identidade quilombola, o processo de retomada das terras do Mata Cavalo ganhou ímpeto.

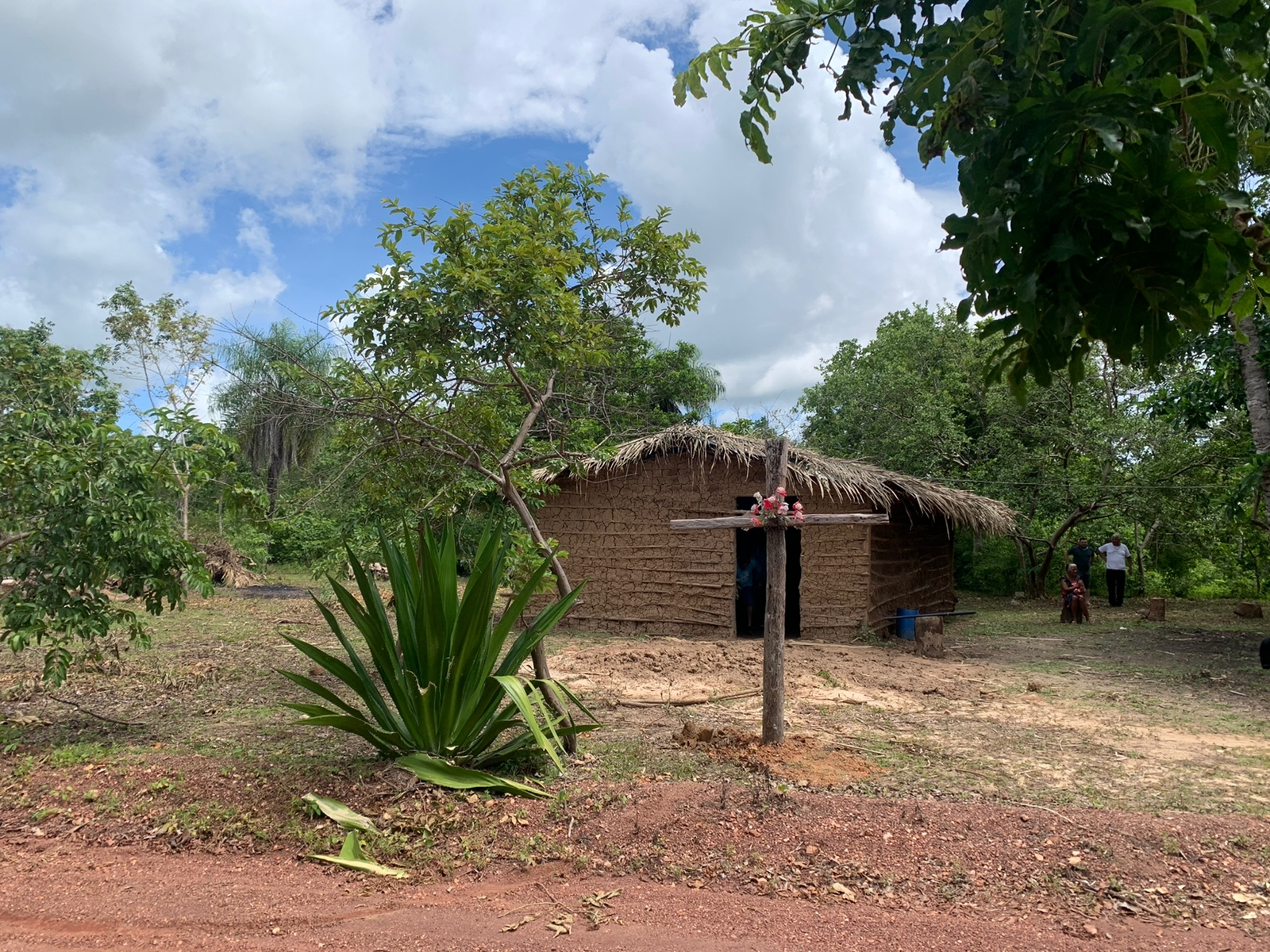
Capela de São Benedito na comunidade de Mata Cavalo de Cima

Segundo a pesquisadora Suely Dulce de Castilho, em 1997, após intensa luta do movimento negro local, e em conformidade com o artigo 68 do Ato das Disposições Constitucionais Transitórias da Constituição Federal, foram formados grupos de trabalho que envolveram técnicos da Secretaria de Estado da Cultura, representantes do grupo União e Consciência Negra, a Fundação Cultural Palmares e a própria comunidade de Mata Cavalo. Esses grupos desenvolveram estudos socioculturais e antropológicos visando verificar se a área poderia ser classificada como remanescente de quilombo, sendo confirmada essa categorização, atendendo aos critérios da Associação Brasileira de Antropologia.

## Tombamento
O tombamento de quilombos é previsto pela Constituição Brasileira de 1988, bastando a certificação pela Fundação Cultural Palmares:

Art. 216. Constituem patrimônio cultural brasileiro os bens de natureza material e imaterial, tomados individualmente ou em conjunto, portadores de referência à identidade, à ação, à memória dos diferentes grupos formadores da sociedade brasileira [...]
§ 5º Ficam tombados todos os documentos e os sítios detentores de reminiscências históricas dos antigos quilombos.
A comunidade quilombola de Mata Cavalo foi oficialmente reconhecida como remanescente de quilombo pela Fundação Cultural Palmares em 1999, tendo sido, portanto, reconhecida como patrimônio cultural brasileiro.

## Situação territorial
Esse reconhecimento desencadeou um processo de reafirmação identitária e territorial da comunidade, culminando na demarcação de mais de 11.700 hectares, somando atualmente 14.622 hectares identificados pelo Incra como área remanescente do quilombo. Mata Cavalo é o maior quilombo do Mato Grosso. Há seis comunidades: Aguaçu de Cima, Mata Cavalo de Cima, Ponte da Estiva (fazenda Ourinhos), Capim Verde (ou Mata Cavalo do Meio), Mutuca e Mata Cavalo de Baixo. Para a historiadora Maria dos Anjos dos Santos "as comunidades têm referência numa ancestralidade e estão entrelaçadas pelas relações de parentesco. [...] Encontramos pessoas que declaram pertencerem tanto a uma comunidade quanto à outra. Não há separação rígida nessas divisões e sim um sentimento de pertença com raízes no passado histórico que as precederam". Em 2018 lá viviam cerca de 500 famílias.
O reconhecimento das terras quilombolas reavivou os conflitos com os fazendeiros, que não apenas buscaram revertê-lo através do sistema judicial, mas também passaram à arbitrariedade e à violência, contando em alguns casos com o apoio de agentes policiais. Diversos trechos do território continuam invadidos por fazendeiros. A titulação ocorreu em 2000, o processo de regularização fundiária foi iniciado em 2004, o relatório técnico para demarcação ficou pronto em 2006, e o decreto de desapropriação foi publicado em 2009, mas a titulação não foi registrada em cartório e a desintrusão não foi implementada completamente. Em 2017 os fazendeiros conseguiram despejar diversas famílias por ordem judicial. A decisão depois foi revertida na segunda instância, mas suas casas e benfeitorias já haviam sido destruídas e os habitantes foram parar em barracas à beira da estrada. Até 2023 as disputas ainda tramitavam na Justiça. As ocupações irregulares causaram significativa degradação do meio ambiente local e as disputas pela terra envolvem também interesses sobre recursos hídricos e minerais e por produtos naturais.

## Tradições
Com o reconhecimento oficial e o fortalecimento do protagonismo da comunidade, Mata Cavalo foi integrada ao circuito turístico de Mato Grosso. Os visitantes podem conhecer e apreciar a culinária, as danças típicas como o siriri e o congo, a arte da pintura corporal em henna e outras tradições. Segundo a Fundação Palmares, a comunidade tem se destacado pela sua produção de artesanato. Foi instalado um Ponto de Cultura certificado pelo Ministério da Cultura, onde os interessados podem aprender as técnicas tradicionais de criação e as formas de uso da palha do coqueiro.
A "educação quilombola" tem sido uma das prioridades da comunidade. A educação formal padrão é apoiada por possibilitar a inserção dos jovens no mundo do trabalho e facilitar sua integração na sociedade, mas há a preocupação de oferecer conteúdos adicionais como um contraponto, conteúdos que enfatizam o fortalecimento da identidade comunitária e a autovalorização da condição de negros, oferecem meios de combater o preconceito, cultivam as memórias e práticas tradicionais e procuram desenvolver nos estudantes a consciência sobre os aspectos políticos da causa quilombola. Entre as disciplinas extra-curriculares oferecidas na escola da comunidade estão Prática da Cultura de Arte Quilombola, Prática Agrícola Quilombola e Prática de Tecnologia Social.

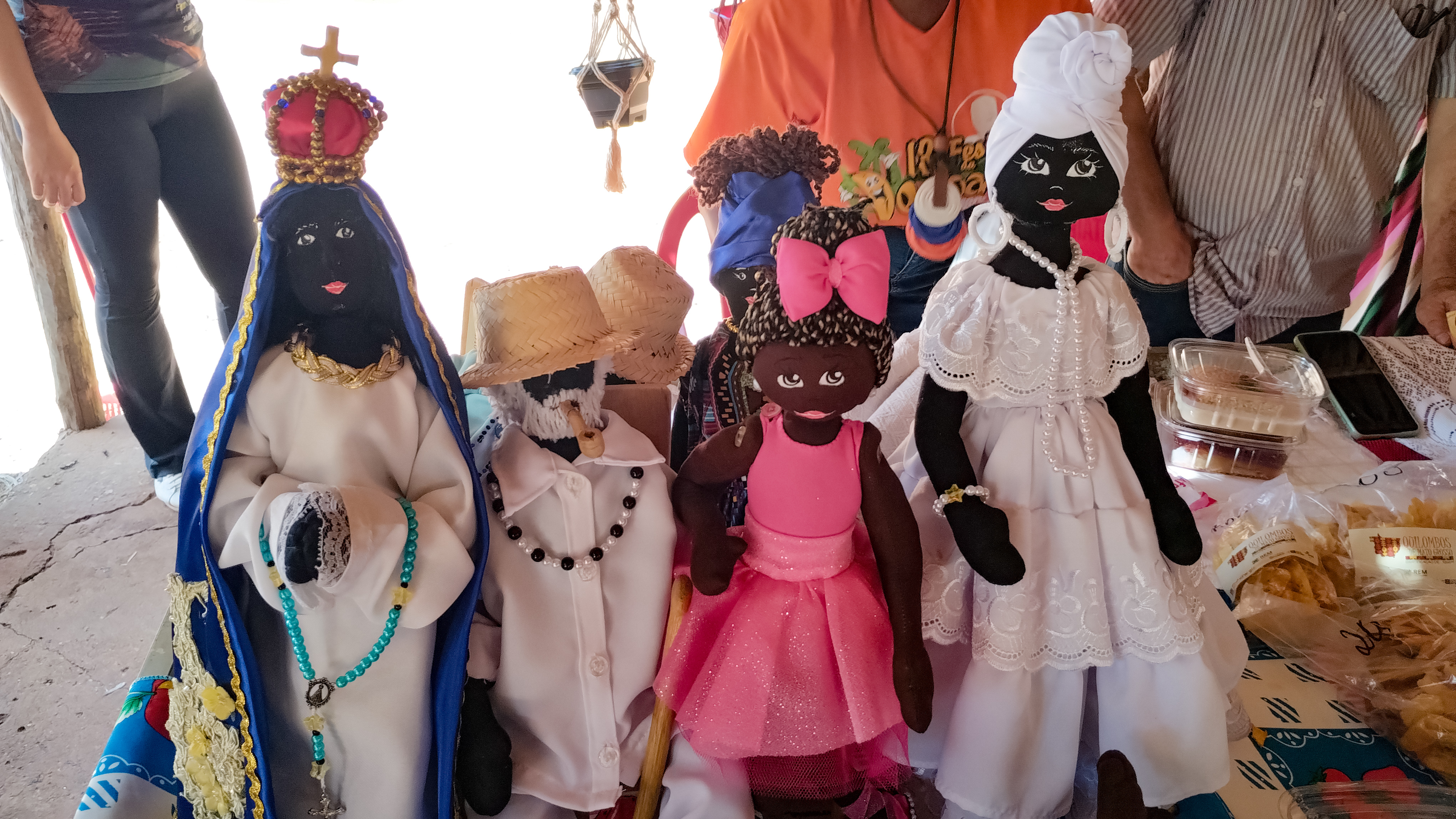
Artesanato à venda na 13° Festa da Banana Quilombola em 2023

Há mais de dez anos a comunidade de Mutuca realiza a Festa da Banana Quilombola, que homenageia o principal ingrediente de diversos pratos típicos da comunidade. A festa busca também resgatar as tradições e a cultura negras do local. O evento inclui almoço aberto ao público, atrações artísticas e musicais e uma feira de artesanato e produtos locais como licores e doces.
O documentário Vivenciando a cultura do Quilombo Mata Cavalo trata da história de resistência dessa comunidade e foi escolhido como parte do projeto Revelando os Brasis em 2018. No mesmo ano a comunidade foi o local escolhido para o encerramento do Projeto Aí Dança quem Dança, quem não Dança Venha Ver, contemplado pelo edital Circula MT, da Secretaria de Estado de Cultura de Mato Grosso, trazendo apresentações culturais e oficinas. O projeto teve o objetivo de proporcionar acesso gratuito a bens culturais tradicionais em regiões com pouca ou nenhuma oferta cultural. A celebração também homenageou Antônio Benedito da Conceição, mais conhecido como Antônio Mulato, natural de Mata Cavalo, morto em outubro com 113 anos, considerado o quilombola mais velho do Brasil.
Mata Cavalo tem sido objeto de pesquisas acadêmicas, que buscam traçar a história da comunidade e evidenciar os desafios pelos quais tem passado, ao mesmo tempo enfocando suas tradições, sua cultura, suas redes familiares e outros aspectos. Duas dissertações de mestrado já foram produzidas por membros da própria comunidade e desde 2006 o Grupo Pesquisador em Educação Ambiental, Comunicação e Arte desenvolve pesquisas no quilombo. Segundo a pesquisadora Maria dos Anjos Lina dos Santos, "a memória teve um papel fundamental na construção da identidade do grupo e na conservação dos valores ancestrais, transmitidos de geração em geração através da educação informal, realizada através das festas tradicionais, na organização social e do trabalho, e em  outras experiências vividas no cotidiano das famílias. A comunidade quilombola de Mata Cavalo é um dos grupos remanescentes de escravos em Mato Grosso que mais tem se esforçado na luta pela conservação de suas tradições e de suas terras, no embate contra fazendeiros e grileiros".